# 프랭크 오니에카
오고추쿠 프랭크 오니에카(영어: Ogochukwu Frank Onyeka, 1998년 1월 1일 ~ )는 프리미어리그 클럽 브렌트퍼드와 나이지리아 국가대표팀에서 수비형 미드필더로 활약하고 있다.

## 어린 시절 및 경력
오네카는 1998년 1월 1일, 나이지리아 에도주 베닌시티에서 5남매 중 둘째로 태어났다. 그는 어머니가 일찍부터 축구를 하는 것을 지지하지 않았다고 말했다. 그는 "당시에는 축구 선수가 될 기회가 없었기 때문에 우리가 공부하기를 원했고, 어머니는 축구를 하기보다는 제가 학교에 가는 것을 더 좋아했습니다."

## 구단 경력

### 미트윌란
2016년 1월, 나이지리아의 에베데이에서 덴마크의 협력 클럽인 미트윌란으로 이적한 후, 오니에카는 클럽의 일원으로 자리를 잡았고, 2017년 9월 20일, 7-0으로 이긴 그레브 포드볼드와의 덴마크컵 경기에서 1군 데뷔 전을 치렀고, 득점도 기록했다. 오니에카는 몇 달 후인 2018년 2월 9일 AC 호르센스와의 2017-18년 시즌 경기에서 덴마크 수페르리가 데뷔 전을 치렀다. 그곳에서 그는 득점도 기록했고, 2-0 승리에 결정적인 역할을 했다. 오니에카는 2월 18일, 코펜하겐의 수페르리가 선두 팀을 상대로 한 다음 경기에서 또 한번 두각을 드러냈는데, 그는 라이트 윙어 위치에서 팀의 두 번째 리그 골을 기록했고, 미트윌란이 수도 팀을 3-1로 이겼다. 그는 이후 제스 소룹 감독으로부터 포지션의 다재다능함과 성숙함으로 찬사를 받았다.
2018년 7월 24일에 열린 아스타나와의 경기에서 UEFA 챔피언스리그 데뷔 전을 치렀다.

### 브렌트퍼드
오니에카는 2021년 7월 20일에 새로 승격된 프리미어리그 팀 브렌트퍼드와 공개되지 않은 이적료로 계약했다. 그는 시즌 첫 경기일인 8월 13일, 아스널과의 경기에서 선발 출전해 프리미어리그 최초로 2-0 승리를 거두며 클럽 데뷔 전을 치렀다.
브렌트퍼드에서의 첫 시즌 동안 그는 부상으로 인해 종종 결장하고 주로 교체 선수로 출전하는 등 1군에서 주전 자리를 확보하는 데 어려움을 겪었다. 2023년 8월 7일, 그는 4년 계약을 새로 체결하여 2027년까지 런던 서부에 머물게 되었다. 2024년 4월 13일, 그는 클럽에서 첫 골을 넣으며 브렌트퍼드가 셰필드 유나이티드를 상대로 리그 2-0 승리를 거두는 데 일조하며 프리미어리그 10경기 연속 우승을 차지했다.

#### 아우크스부르크로의 임대
2024년 8월 30일, 오니에카는 분데스리가 클럽 아우크스부르크와 한 시즌 동안 임대 계약을 체결했다.

## 국가대표팀 경력
오니에카는 2020년 9월 22일, 10월 5일, 10월 9일, 오스트리아에서 열린 알제리와 튀니지와의 친선 경기에서 나이지리아 국가대표팀에 처음으로 차출되었다. 그는 2020년 10월 9일, 1-0으로 패한 알제리와의 친선 경기에서 나이지리아 국가대표팀 데뷔 전을 치렀다. 그는 2023년 10월 16일, 모잠비크를 상대로 3-2로 승리한 경기에서 첫 골을 넣었다.
오니에카는 2023년 아프리카 네이션스컵에서 준우승을 차지한 나이지리아 국가대표팀의 일원이었다. 대회 기간 동안 그는 나이지리아의 7경기에 모두 선발 출전했다.